# Паппаджордж, Джон
Джон Джордж Паппаджо́рдж (англ. John George Pappageorge; род. 19 июля 1931, Детройт, Мичиган, США) — американский политик-республиканец, член Палаты представителей (1999—2004) и Сената Мичигана (2007—2014). Член Американо-греческого прогрессивного просветительского союза (AHEPA, 1984—2000) и Американской ассоциации пенсионеров (AARP, 1985—1994).

## Биография
Родился в греческой семье.
Окончил Военную академию США в Вест-Пойнте со степенью бакалавра инжиниринга (1954), Мэрилендский университет в Колледж-Парке со степенью магистра политологии (1971) и Военный колледж Армии США (1973).
Прослужив 30 лет в пехоте, принимал участие в войне во Вьетнаме, в том числе в качестве командира батальона.
В годы службы в Армии являлся специальным помощником Александра Хейга, в то время главнокомандующего Европейского командования Вооружённых сил США и Верховного главнокомандующего ОВС НАТО в Европе, а позднее занявшего пост Государственного секретаря США. Паппаджордж проводил челночную дипломатию между Грецией и Турцией, что обеспечило возвращение греческих вооружённых сил в интегрированную военную структуру НАТО.
В 1981—1984 годах — член Совета по стратегическому планированию при Государственном департаменте США.
В 1984 году вышел в отставку в звании полковника, поселившись в городе Трой (Окленд, Мичиган).
В 1984—1991 годах работал в компании «General Dynamics», занимая пост директора по вопросам бизнеса и стратегического планирования в «Land Systems».
В 1989—1992 годах — комиссар округа Окленд.
В 1992, 1994 и 1996 годах являлся кандидатом от Республиканской партии в Конгресс США от 12-го избирательного округа Мичигана.
В 1995 году — первый заместитель председателя отделения Республиканской партии в Мичигане.
В 2009 году штат Мичиган принял резолюцию SCR 6 в поддержку религиозной свободы для Вселенского Патриархата Константинополя, внесённую в Сенат штата Джоном Паппаджорджем и др. В резолюции, являющейся частью инициированного в 2006 году Орденом святого апостола Андрея проекта «Religious Freedom Resolutions», содержится призыв к правительству Турции уважать религиозные свободы и права греческого православного меньшинства в преимущественно мусульманской стране после десятилетий юридических споров, конфискации имущества и закрытия в 1971 году единственной православной духовной семинарии в Турции — Халкинской богословской школы.

## Личная жизнь
Первая супруга Паппаджорджа, Хелен, на которой он был женат с 1958 года, умерла в 1993 году от рака поджелудочной железы.
С 1997 года женат на Кристине Бёрнард.
Имеет сына и двух дочерей.
Будучи прихожанином греческой православной церкви, является членом приходского совета Свято-Никольского храма.